# Shimonosekifördraget

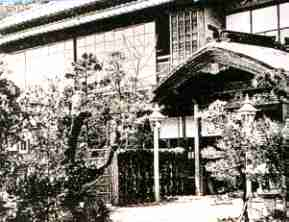
Shunpanrōhallen i Shimonoseki

Shimonosekifördraget (japanska: 下関条約), känt som Maguanfördraget i Kina (kinesiska: 馬關條約), var det fredsfördrag som avslutade det första kinesisk-japanska kriget och signerades i Shunpanrōhallen i Shimonoseki den 17 april 1895. Vicekung Li Hongzhang av Zhili och hans son Li Jingfang undertecknade fördraget för Qingdynastin och grevarna Ito Hirobumi och Mutsu Munemitsu för Japan. Den amerikanske diplomaten John W. Foster bistod den kinesiska sidan i utarbetandet av fördraget.

## Fördragets villkor
Fredsfördraget var ett mycket hårt slag mot det kinesiska kejsardömet som både förödmjukades symboliskt och förlorade suveränitet över hela provinser, städer och floder. Bl a innefattade freden följande:
- Kina avstår från alla anspråk på Kungadömet Korea som tributstat och erkänner Koreas självständighet.
- Kina avträder för all framtid Formosa, Pescadorerna och Liaodonghalvön till Japan.
- Kina åläggs att betala 200 miljoner tael i krigsskadestånd inom sju år.
- Fyra nya fördragshamnar (Shashi, Chongqing, Suzhou och Hangzhou) öppnas för japansk handel, bosättning och industri.
- Japan erhåller konsularjurisdiktion i fördragshamnarna och Mest gynnad nation-status i hela Kina.
- Fartyg under japansk flagg får rätt att navigera övre Yangtzefloden, Suzhouälven och Kejsarkanalen.

## Internationella reaktioner
Fördraget föranledde Ryska kejsardömet, lett av Sergej Witte, samt Tyskland och Frankrike den så kallade "trippelinterventionen" vilken tvingade Japan att återlämna Liaodonghalvön inklusive den viktiga hamnstaden Port Arthur till Kina i utbyte mot 30 miljoner tael. Ryssarna hade egna planer för Port Arthur som rikets isfria hamn i öster och man började bygga järnvägar genom Manchuriet till staden. Efter kinesiska protester nådde Ryssland och Kina en diplomatisk lösning där Ryssland skulle få behålla kontrollen över halvön, men för att inte kineserna skulle tappa ansiktet skulle den ryska kontrollen formellt grundas i ett lånat territorium, det så kallade Kwantungterritoriet.
Däremot brydde sig inte någon västmakt särskilt om Korea, vars öde skulle avgöras bara 10 år senare. Landet var nu inte en kinesisk vasall men istället utsatt för ett expansivt Japan. Japanska agenter lät mörda drottningen Min Myongsong i det kungliga palatset i oktober 1895 då denne varit källa till den nationalistiska, antijapanska stämningen i Korea. Ryssland och Japan nådde en överenskommelse om att stationera 1000 man vardera i Korea för att bevaka sina respektive intressen. Denna överenskommelse skulle dock inte vara länge då båda länder gjorde vad de kunde för att få kontroll över landets statsapparat och år 1904 bröt det rysk-japanska kriget ut där Ryssland helt kördes ut ur både Korea och Kwantung.